# Antarchaea obliqualis
Antarchaea obliqualis är en fjärilsart som beskrevs av Dyar 1912. Antarchaea obliqualis ingår i släktet Antarchaea och familjen nattflyn. Inga underarter finns listade i Catalogue of Life.